# Причулымский (Красноярский край)
Причулы́мский — посёлок в Ачинском районе Красноярского края России. Административный центр Причулымского сельсовета.

## География
Посёлок находится на левом берегу реки Чулым, на расстоянии примерно 9 км к северо-северо-западу (NNW) от города Ачинск, административного центра района. Абсолютная высота — 197 м над уровнем моря.

## Население
| 1989 | 2002 | 2010 |
| ---- | ---- | ---- |
| 682  | ↗777 | ↘706 |

Гендерный состав
По данным Всероссийской переписи населения 2010 года, в посёлке проживало 706 человек (334 мужчины и 372 женщины)

## Улицы
| - ул. Восточная, - ул. Комсомольская, - ул. Кооперативная, - ул. Ленина, - ул. Лесная, | - ул. Медицинская, - ул. Набережная, - ул. Просвещения, - ул. Пушкинская, - ул. Садовая, | - пер. Садовый, - ул. Северная, - ул. Спортивная, - ул. Школьная, - ул. Щетинкина. |